# اژدهاماهی باله‌دراز
اژدهاماهی باله‌دراز (نام علمی: Tactostoma macropus) نام یک گونه از تیره لق‌دهانان است.